# Synaemops nigridorsi
Synaemops nigridorsi är en spindelart som beskrevs av Cândido Firmino de Mello-Leitão 1929. 
Synaemops nigridorsi ingår i släktet Synaemops och familjen krabbspindlar. Inga underarter finns listade i Catalogue of Life.